# حيمرون عملاق
حيمرون عملاق (الاسم العلمي:Erythrochiton giganteus) هو نوع من النباتات يتبع جنس الحيمرون من الفصيلة السذابية.